# Jan Szewczyk (1891–1967)
Jan Szewczyk (ur. 30 września 1891, zm. 21 grudnia 1967) – podpułkownik dyplomowany artylerii Wojska Polskiego.

## Życiorys
Urodził się 30 września 1891 jako syn Karola.
1 czerwca 1921 był oficerem pułku motorowego artylerii najcięższej w Warszawie. W latach 1921–1923 był słuchaczem Kursu Normalnego Wyższej Szkoły Wojennej w Warszawie. 3 maja 1922 został zweryfikowany w stopniu kapitana ze starszeństwem z dniem 1 czerwca 1919 i 280. lokatą w korpusie oficerów artylerii. W dalszym ciągu pełnił służbę w 1 pułku artylerii najcięższej w Warszawie. Z dniem 1 października 1923 roku, po ukończeniu kursu i otrzymaniu dyplomu naukowego oficera Sztabu Generalnego, został przydzielony do Oddziału II Sztabu Generalnego w Warszawie, pozostając oficerem nadetatowym 1 pan. 12 kwietnia 1927 awansował na majora ze starszeństwem z dniem 1 stycznia 1927 i 32. lokatą w korpusie oficerów artylerii. W styczniu 1930 został przeniesiony do 7 pułku artylerii lekkiej w Częstochowie na stanowisko dowódcy I dywizjonu. W kwietniu 1932 wrócił do Sztabu Głównego. Na podpułkownika awansował ze starszeństwem z dniem 1 stycznia 1933 w korpusie oficerów artylerii. 28 września 1933 został przeniesiony do 5 pułku artylerii lekkiej we Lwowie na stanowisko zastępcy dowódcy pułku. Od kwietnia do września 1939 dowodził 4 pułkiem artylerii ciężkiej stacjonującym w Łodzi i Tomaszowie Mazowieckim. W składzie 8 Dywizji Piechoty dotarł do Modlina, gdzie wziął udział w jego obronie. Jeniec Oflagu VII A Murnau.

## Ordery i odznaczenia
- Medal Niepodległości (2 sierpnia 1931)[12]
- Srebrny Krzyż Zasługi (10 listopada 1925)[13]
- Złoty Krzyż Zasługi (11 listopada 1937)[14]
- Krzyż Oficerski Orderu Orła Białego (Jugosławia, 1929)[15]